# Torsten Truscheit
Torsten Truscheit (* 1966 in Kreuztal, Kreis Siegen-Wittgenstein) ist ein deutscher Drehbuchautor, Regisseur, Filmdramaturg, Kameramann und Filmeditor. Hauptsächlich arbeitet er im Bereich Dokumentarfilm.

## Leben
Nach einer ersten Ausbildung zum Vermessungstechniker studierte Truscheit Medienplanung, -entwicklung und -beratung an der Universität-Gesamthochschule Siegen mit Abschluss 1996. Anschließend arbeitete er als freier Editor und Kameramann.
Von 1997 bis 2000 absolvierte er ein Aufbaustudium im Fach Regie- und Dokumentarfilm an der Filmakademie Baden-Württemberg in Ludwigsburg. Dort nahm er auch am Austauschprogramm mit der Filmhochschule EICTV in Kuba teil.
Für seinen Abschlussfilm Rabelados – die gewaltlosen Rebellen der Kapverdischen Inseln, der 2000 erschien  erhielt er einen Preis beim Internationalen Filmfestival Locarno.
Truscheit realisiert in verschiedener Funktion Dokumentarfilme und -reihen sowie Reportagen für den SWR (zum Beispiel für Fahr mal hin), NDR, RBB und das ZDF. Außerdem ist er Mitarbeiter im Bereich Regie an der Merz Akademie in Stuttgart.
Truscheit ist Mitglied der Arbeitsgemeinschaft Dokumentarfilm.
Er lebt und arbeitet heute freischaffend in Stuttgart.

## Filmografie (Auswahl)
Zu Truscheits Arbeiten als Regisseur zählen bisher:
- 1999: Der neunte Frühling (TV-Dokumentation über die Geschichte des thüringischen Ortes Artern und seines Ringervereins nach der Wende)[5][6]
- 2000: Rabelados – Die gewaltlosen Rebellen der kapverdischen Inseln (16-mm-Dokumentarfilm, über eine religiöse Minderheit, die sich den Vorgaben der katholischen Kirche sowie staatlichem Zentralismus seit den 1940er Jahren, als der Katholizismus unter dem portugiesischen Diktator Salazar quasi Staatsreligion war und unterdrückende Kolonialpolitik betrieben wurde, verweigerte und deswegen diskriminiert bzw. brutal verfolgt wurde)
- 2002: Junge Herzen – Auf großer Fahrt ins Leben (zwölfteilige TV-Dokuserie, über Jugendliche während einer erlebnispädagogischen Weltreise auf dem Segelschiff Thor Heyerdahl im Rahmen eines Projekts der Hermann Lietz-Schule Spiekeroog)
- 2009: Das Rauschen des Meeres (Kurzspielfilm, über einen afrikanischen Flüchtling und einen Gefängniswärter in einem deutschen Abschiebegefängnis)
- 2012: Golfo Popular – Die Geschichte der schwarzen Lords (abendfüllender Kinofilm, über die wahre Geschichte des ersten afrikanischen Golfteams); Regie, Drehbuch und Schnitt zusammen mit Ana Rocha Fernandes[7]

## Auszeichnungen und Nominierungen (Auswahl)
- 1998: Sonderpreis der Ostthüringer Zeitung Gera bei den 15. Video/Film-Tagen in Gera für Der neunte Frühling[8]
- 2000: Nominierung zum Adolf-Grimme-Preis für Der neunte Frühling[9]
- 2001: Critics Week Award – Special Mention beim Internationalen Filmfestival von Locarno für Das Rauschen des Meeres, zusammen mit Ana Rocha Fernandes[10][11]
- 2010: Baden-Württembergischer Filmpreis in der Kategorie Kurzspielfilm für Das Rauschen des Meeres, zusammen mit Ana Rocha Fernandes.[12]
- 2011: Best Women’s Short Film Award – Runner-Up (Zweiter Platz) beim Cleveland International Film Festival für Das Rauschen des Meeres (englisch: The Roar of the Sea), zusammen mit Ana Rocha Fernandes[13]
- 2011: Faial Filmes Fest (Azores Film Fest): Bester Kurzfilm für Das Rauschen des Meeres (portugiesisch: O ruído do mar), zusammen mit Ana Rocha Fernandes[14]
- 2011: Preis der Jury beim Cabo Verde International Film Festival für Das Rauschen des Meeres (portugiesisch: O ruído do mar), zusammen mit Ana Rocha Fernandes[15]
- 2011: Im Dezember erreichte Das Rauschen des Meeres unter insgesamt 107 Bewerbungen in der Sparte Live Action Shorts (nicht animierte Kurzfilme) – die engere Auswahl für die Nominierungen zur Oscarverleihung 2012 als Bester Kurzfilm, nominiert wurde dann aber Raju von Regisseur Max Zähle.[16][17]